# Smash into Pieces
Smash into Pieces – szwedzki zespół rockowy założony w 2008 roku w Örebro.

## Historia
Zespół został założony w 2008 roku przez Benjamina Jennebo, Pera Bergquista, Isaka Snowa, Viktora Vidlunda i Chrisa Adama Hedmana Sörbye. W 2009 roku wydali swój pierwszy singiel „Fading”, który osiągnął 33. miejsce na szwedzkiej liście przebojów. W 2012 roku podpisali kontrakt z Gain Music Entertainment, które jest częścią Sony Music Entertainment. Kilka miesięcy później, podczas „Bandit Rock Awards”, otrzymali nagrodę „Band Revelation of the Year”.
Debiutancki album Smash into Pieces - "Unbreakable" wydany 10 kwietnia 2013 r. osiągnął 7. miejsce na szwedzkiej liście albumów. Po wydaniu tegoż albumu  zespół wyruszył w trasę koncertową po Europie, najpierw z Amaranthe i Deals Death, a później z Alter Bridge i Halestorm. Ich drugi album "The Apocalypse DJ" został wydany 25 lutego 2015 r., poprzedzony singlem „Checkmate”. W 2015 r. wydano kolejne single „Stronger” i „Color of Your Eyes”. Tuż przed wydaniem drugiego albumu Isak Snow opuścił zespół i został zastąpiony przez APOCa. 6 stycznia 2016 r. wydali singiel „Merry Go Round” zapowiadający trzeci album studyjny. Album ten, zatytułowany "Rise and Shine", ukazał się 27 stycznia 2017 r. Głównymi singlami z albumu były „Higher” i „Boomerang”.  Po wydaniu trzeciego albumu Viktor Vidlund opuścił zespół. Zaledwie rok po wydaniu "Rise and Shine", 12 października 2018 r., ukazał się czwarty album zespołu, "Evolver". Zespół wydał swój piąty album, "Arcadia", 28 sierpnia 2020 r., któremu towarzyszył komiks łączący historię z teledyskami z albumu. Szósty album, "A New Horizon" został wydany rok później, 27 sierpnia 2021 r. Album jest sequelem "Arcadii", a teledyski z albumu kontynuowały historię opowiedzianą na poprzednim albumie. Wersja deluxe została wydana 29 października 2021 r., zawierając akustyczną wersję każdej piosenki. W 2022 r. zespół wyruszył w trasę po Stanach Zjednoczonych jako support Starset i Red. Kontynuowali trasę przez resztę roku po Europie, wydając jednocześnie swój siódmy album "Disconnect" 9 września 2022 r.
Smash into Pieces wziął udział w Melodifestivalen 2023 z piosenką „Six Feet Under”. Zespół wystąpił w czwartej rundzie konkursu 25 lutego 2023 r. Zajął drugie miejsce, co pozwoliło mu przejść do finału, który odbył się 11 marca 2023 r. Tego samego wieczoru piosenka została wydana na platformach cyfrowych. Utwór osiągnął 2. miejsce na szwedzkiej liście przebojów. W kwietniu zespół wyruszył w swoją pierwszą trasę koncertową po Ameryce Północnej jako headliner, wspierany przez Citizen Soldier. Po zakończeniu trasy wydali akustyczną wersję Six Feet Under z gościnnym występem Citizen Soldier. Potwierdzili również, że pracują nad ósmym albumem, który miał zostać wydany w dalszej części roku, Singiel „The Tide” został wydany w kwietniu 2023 r., a w czerwcu wydano kolejny singiel „Flow”.  W kolejnych miesiącach wydano trzy kolejne single: „Watching Over You” w sierpniu, „Out Of Here” we wrześniu i „Venom” w listopadzie. Zespół potwierdził nazwę swojego ósmego albumu, która brzmi "Ghost Code", w zakulisowym filmie na platformie Patreon. Album został wydany 12 kwietnia 2024 roku, a poprzedzał go singiel „Trigger”, wydany 5 stycznia 2024 roku. Zespół wziął udział w Melodifestivalen 2024 z piosenką „Heroes Are Calling”. Wygrali drugą rundę głosowania 3 lutego 2024 roku, kwalifikując się do dogrywki 2 marca, w której ostatecznie zdobyli miejsce w finale, gdzie zajęli 3. miejsce zdobywając 90 punktów.

## Skład zespołu

### Obecny skład
- Chris Adam Hedman Sörbye – wokal (od 2008)
- Benjamin Jennebo – gitara prowadząca (od 2008)
- Per Bergquist – gitara rytmiczna
- APOC - perkusja (od 2015)

### Muzycy koncertowi
- Emanuel Magnil - gitara

### Byli członkowie
- Isak Snow – perkusja (2008-2015)
- Viktor Vidlund – gitara basowa (2008 -2017)

## Dyskografia

### Albumy studyjne
- Unbreakable (2013)
- The Apocalypse DJ (2015)
- Rise and Shine (2017)
- Evolver (2019)
- Arcadia (2020)
- A New Horizon (2021)
- Disconnect (2022)
- Ghost Code (2024)

EP
- Real One (2021)
- VR (2021)
- Vanguard (2022)
- A shot in the dark (2022)
- Heathens (2022)
- Throne (2022)

### Single
| Tytuł                                                          | Rok  | Najwyższa pozycja | Album             |
| Tytuł                                                          | Rok  | SWE               | Album             |
| -------------------------------------------------------------- | ---- | ----------------- | ----------------- |
| "Fading"                                                       | 2009 | 33                | Unbreakable       |
| "I Want You to Know"                                           | 2012 | —                 | Unbreakable       |
| "Colder"                                                       | 2013 | —                 | Unbreakable       |
| "A Friend Like You"                                            | 2013 | —                 | Unbreakable       |
| "Unbreakable"                                                  | 2013 | —                 | Unbreakable       |
| "Come Along"                                                   | 2014 | —                 | Unbreakable       |
| "Disaster Highway"                                             | 2014 | —                 | The Apocalypse DJ |
| "Checkmate"                                                    | 2015 | —                 | The Apocalypse DJ |
| "Stronger"                                                     | 2015 | —                 | The Apocalypse DJ |
| "Color of Your Eyes"                                           | 2015 | —                 | The Apocalypse DJ |
| "Rock N Roll (The Apocalypse Tribute)"                         | 2015 | —                 | The Apocalypse DJ |
| "Merry Go Round"                                               | 2016 | —                 | Rise and Shine    |
| "Let Me Be Your Superhero"                                     | 2016 | —                 | Rise and Shine    |
| "Higher"                                                       | 2016 | —                 | Rise and Shine    |
| "YOLO"                                                         | 2017 | —                 | Rise and Shine    |
| "Boomerang" (z Jayem Smithem)                                  | 2017 | —                 | Non-album single  |
| "Radioactive Mother (Lover)"                                   | 2017 | —                 | Non-album single  |
| "Superstar in Me"                                              | 2018 | —                 | Evolver           |
| "Ride with U"                                                  | 2018 | —                 | Evolver           |
| "In Need of Medicine"                                          | 2018 | —                 | Evolver           |
| "Paradise"                                                     | 2018 | —                 | Evolver           |
| "Like This!"                                                   | 2018 | —                 | Evolver           |
| "My Precious"                                                  | 2019 | —                 | Evolver           |
| "Human"                                                        | 2019 | —                 | Non-album single  |
| "Arcadia"                                                      | 2019 | —                 | Arcadia           |
| "Ego"                                                          | 2019 | —                 | Arcadia           |
| "Mad World" (Tears for Fears cover)                            | 2020 | —                 | Arcadia           |
| "Godsent"                                                      | 2020 | —                 | Arcadia           |
| "All Eyes on You"                                              | 2020 | —                 | Arcadia           |
| "Everything They S4Y"                                          | 2020 | —                 | Arcadia           |
| "Big Bang"                                                     | 2020 | —                 | Arcadia           |
| "Counting on Me"                                               | 2020 | —                 | Arcadia           |
| "Wake Up"                                                      | 2020 | —                 | Arcadia           |
| "Rise Up"                                                      | 2021 | —                 | A New Horizon     |
| "Real One"                                                     | 2021 | —                 | A New Horizon     |
| "Bangarang"                                                    | 2021 | —                 | A New Horizon     |
| "My Wildest Dream"                                             | 2021 | —                 | A New Horizon     |
| "Broken Parts"                                                 | 2021 | —                 | A New Horizon     |
| "Cut You Off"                                                  | 2021 | —                 | A New Horizon     |
| "Glow in the Dark"                                             | 2021 | —                 | A New Horizon     |
| "The Rain"                                                     | 2021 | —                 | Disconnect        |
| "Not Waiting for Heaven"                                       | 2021 | —                 | Non-album single  |
| "Deadman"                                                      | 2022 | —                 | Disconnect        |
| "Vanguard"                                                     | 2022 | —                 | Disconnect        |
| "A Shot in the Dark"                                           | 2022 | —                 | Disconnect        |
| "Valhalla"                                                     | 2022 | —                 | Disconnect        |
| "Heathens"                                                     | 2022 | —                 | Disconnect        |
| "Throne"                                                       | 2022 | —                 | Disconnect        |
| "Freight Train"                                                | 2022 | —                 | Disconnect        |
| "Guillotine"                                                   | 2022 | —                 | Disconnect        |
| "Sleepwalking"                                                 | 2022 | —                 | Ghost Code        |
| "Six Feet Under"                                               | 2023 | 2                 | Ghost Code        |
| "The Tide"                                                     | 2023 | —                 | Ghost Code        |
| "Flow"                                                         | 2023 | —                 | Ghost Code        |
| "Watching Over You"                                            | 2023 | —                 | Ghost Code        |
| "Out of Here"                                                  | 2023 | —                 | Ghost Code        |
| "Venom"                                                        | 2023 | —                 | Ghost Code        |
| "Trigger"                                                      | 2024 | —                 | Ghost Code        |
| "Heroes Are Calling"                                           | 2024 | 4                 | Ghost Code        |
| "Flame" (z LIAMOO)                                             | 2024 | —                 | Non-album single  |
| "In the End" (with ER and Samuel Ericsson) (Linkin Park cover) | 2024 | —                 | Non-album single  |
| "Wildfire"                                                     | 2024 | —                 | Non-album single  |
| "Hurricane"                                                    | 2024 | —                 | Non-album single  |

#### Single gościnne
| Title                                                                 | Year | Album          |
| --------------------------------------------------------------------- | ---- | -------------- |
| "Outcome" (Dead by April feat. Smash into Pieces and Samuel Ericsson) | 2024 | The Affliction |

### Teledyski
| Tytuł                                               | Rok  | Reżyser                      |
| --------------------------------------------------- | ---- | ---------------------------- |
| "Colder"                                            | 2013 | Patrik Forsberg              |
| "Friend Like You"                                   | 2013 | Johan Carlén                 |
| "Stronger"                                          | 2015 | 11 Frames Production         |
| "Let Me Be Your Superhero"                          | 2017 | Nieznany                     |
| "Boomerang" (feat. Jay Smith)                       | 2017 | Lucas Englund                |
| "In Need of Medicine"                               | 2018 | Rob F. Blom and Richard Blom |
| "Superstar In Me"                                   | 2018 | Lucas Englund                |
| "Arcadia"                                           | 2019 | René U. Valdes               |
| "Ego" (feat. Marcus Rosell)                         | 2019 | René U. Valdes               |
| "Mad World" (Tears for Fears cover)                 | 2020 | René U. Valdes               |
| "Everything They S4y"                               | 2020 | René U. Valdes               |
| "Big Bang"                                          | 2020 | René U. Valdes               |
| "Wake Up"                                           | 2020 | Lucas Englund                |
| "Rise Up"                                           | 2021 | René U. Valdes               |
| "Wake Up" (Gaming Remix) (feat. Tejbz)              | 2021 | Nieznany                     |
| "Real One"                                          | 2021 | René U. Valdes               |
| "My Wildest Dreams"                                 | 2021 | René U. Valdes               |
| "Broken Parts"                                      | 2021 | René U. Valdes               |
| "Cut You Off"                                       | 2021 | René U. Valdes               |
| "Glow In the Dark"                                  | 2021 | René U. Valdes               |
| "Running Away From Home"                            | 2021 | René U. Valdes               |
| "A New Horizon"                                     | 2021 | René U. Valdes               |
| "The Rain"                                          | 2021 | Nieznany                     |
| "Not Waiting For Heaven"                            | 2021 | Nieznany                     |
| "Vanguard"                                          | 2022 | Pavel Trebukhin              |
| "Heathens"                                          | 2022 | Nieznany                     |
| "Reckoning"                                         | 2022 | Pavel Trebukhin              |
| "The Tide"                                          | 2023 | Pavel Trebukhin              |
| "Six Feet Under" (Acoustic) (feat. Citizen Soldier) | 2023 | Christoffer Wannholm         |
| "Flow"                                              | 2023 | Pavel Trebukhin              |
| "Trigger"                                           | 2024 | Voxel Visuals                |
| "Heroes are Calling"                                | 2024 | Måns Nyström                 |
| "Afterglow"                                         | 2024 | Måns Nyström                 |
| "Flame" (with Liamoo)                               | 2024 | John Gylhamn                 |
| "Wildfire"                                          | 2024 | Måns Nyström                 |